# نمایشگاه بین‌المللی کتاب ابوظبی
نمایشگاه بین‌المللی کتاب ابوظبی (انگلیسی: Abu Dhabi International Book Fair، عربی: معرض أبو ظبي الدولي للكتاب) یک نمایشگاه بازرگانی سالانه است که در ابوظبی برگزار می‌شود. این نمایشگاه بستری را فراهم می‌کند که در آن ناشران، کتابفروشان، نمایندگان، سازمان‌های فرهنگی و مطبوعات می‌توانند با یکدیگر ملاقات کنند، به تبادل نظر بپردازند و فرصت‌های تجاری را شناسایی کنند. از سال ۲۰۰۷، این نمایشگاه توسط «کتاب»، یک سرمایه‌گذاری مشترک بین «اداره فرهنگ و میراث ابوظبی» و نمایشگاه کتاب فرانکفورت، سازماندهی شده است.
این نمایشگاه بخشی از استراتژی کتاب برای تبدیل ابوظبی به یک مرکز بزرگ در دنیای نشر است. نمایشگاه سال ۲۰۰۹ میزبان ۶۳۷ انتشاراتی از ۵۲ کشور با تعداد بی‌سابقه‌ای از بازدیدکنندگان بود که ۲۰۰۰۰۰ نفر در طول شش روز در آن شرکت کردند. سال ۲۰۱۰: ۸۴۰ غرفه‌دار از ۶۳ کشور.
این نمایشگاه جوامع نشر عرب و بین‌المللی را گرد هم می‌آورد. این نمایشگاه امکان دسترسی به ناشران در کل منطقه منا را فراهم می‌کند و به همین دلیل رویدادی مهم در مذاکره و فروش حقوق کتاب و صدور مجوز است. در سال‌های ۲۰۰۹/۲۰۱۰، KITAB و ADACH برنامه‌ی «توجه ویژه به حقوق» را راه‌اندازی کردند که یارانه‌ای ۱۰۰۰ دلاری را برای تشویق مذاکره در مورد مجوزها به و از زبان عربی اعطا می‌کند. این نمایشگاه همچنین رویدادهایی را به عنوان بخشی از برنامه‌ی فرهنگی (KITAB Sofa) و حرفه‌ای خود برگزار می‌کند.

## نمایشگاه ۲۰۲۴
سی و سومین دوره این نمایشگاه از ۲۹ آوریل تا ۴ مه ۲۰۲۴، توسط مرکز زبان عربی ابوظبی، با مشارکت ۱۳۵۰ ناشر از ۹۰ کشور، از جمله ۱۴۰ انتشاراتی که برای اولین بار در آن شرکت کردند، برگزار شد. این نمایشگاه ۲۳۱,۱۶۸ بازدیدکننده و ۱۶۰,۱۵۲ کتاب فروخته شده را به خود جذب کرد.
این دوره از طریق مجموعه‌ای از سمینارها، با حضور روشنفکران و محققانی از مصر و جهان عرب که در مورد تجربه انسانی و خلاقانه او بحث می‌کردند، از جمهوری عربی مصر به عنوان مهمان افتخاری و از رمان‌نویس مصری نجیب محفوظ به عنوان «چهره محوری» سال ۲۰۲۴ تجلیل کرد.